# Mikun
Mikun (Komi und russisch Микунь) ist eine Stadt in der nordwestrussischen Republik Komi mit 8.288 Einwohnern (2024).

## Geografie

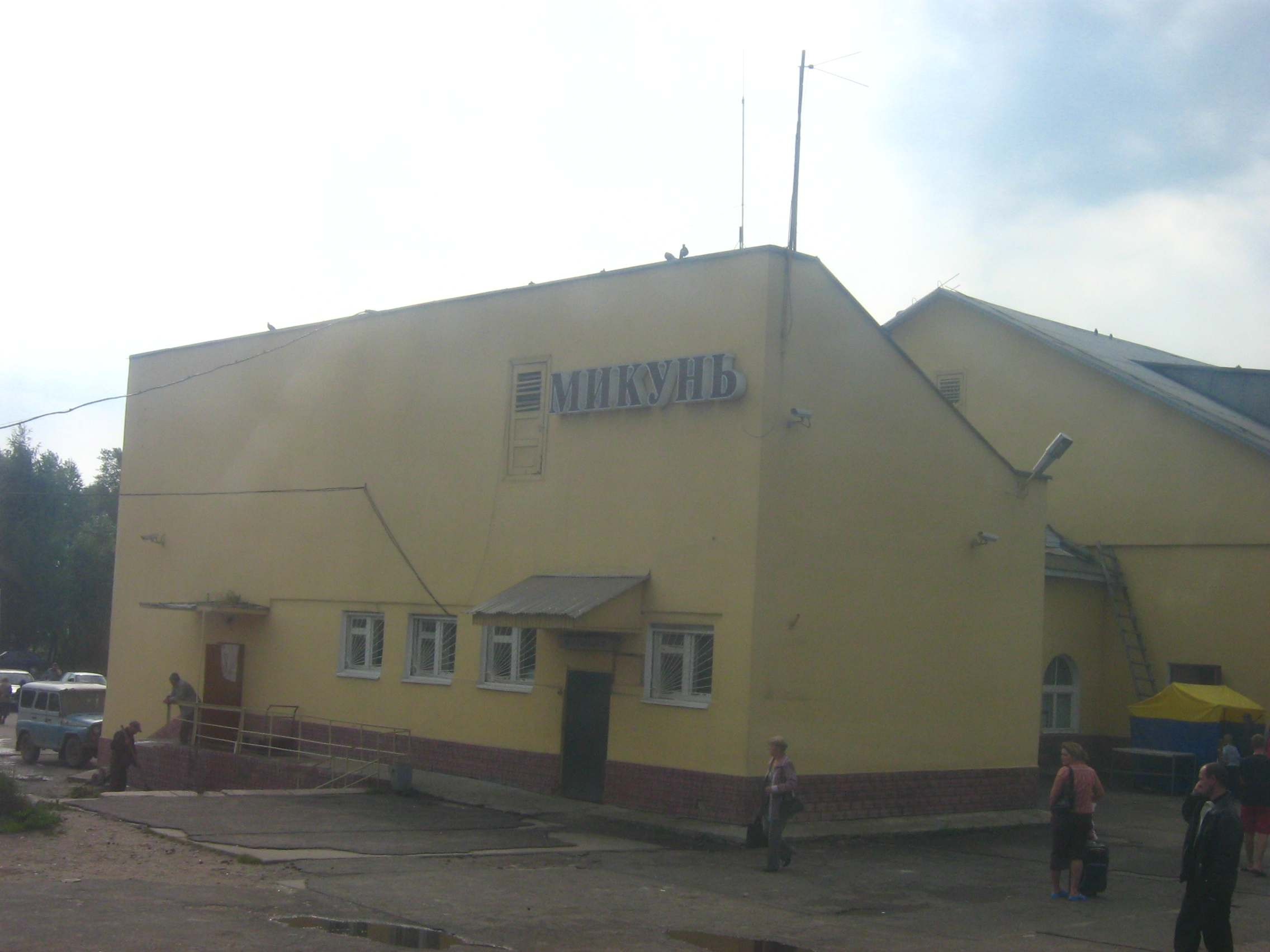
Bahnhof Mikun

Die Stadt liegt im Vorland des Nordurals etwa 100 km nördlich der Republikhauptstadt Syktywkar, einige Kilometer nördlich der Wytschegda, eines rechten Nebenflusses der Nördlichen Dwina.
Mikun liegt im Rajon Ust-Wymski.
Die Stadt liegt an der Petschora-Eisenbahn Konoscha–Kotlas–Workuta (Streckenkilometer 1313 ab Moskau). Hier zweigen Nebenstrecken in die Republikhauptstadt Syktywkar sowie in die etwa 175 km nordwestlich gelegenen Orte Wendinga und Koslan ab.

## Geschichte
Mikun entstand 1937 beim Bau der Eisenbahnstrecke Syktywkar–Koslan an Stelle ihrer geplanten Kreuzung mit der Petschora-Eisenbahn. Ein Dorf gleichen Namens (eine volkstümliche Koseform des Namens Nikolai) existierte in der Nähe bereits zuvor.
Im Ort und seiner Umgebung wurden noch mehrere Gulag-Lager errichtet, darunter auch der Sonderlager Ne. 12, WodorasdelLag (1952–1953).
1959 erhielt der Ort Stadtrecht.

### Bevölkerungsentwicklung
| Jahr | Einwohner |
| ---- | --------- |
| 1959 | 11.347    |
| 1970 | 10.389    |
| 1979 | 11.326    |
| 1989 | 12.507    |
| 2002 | 11.680    |
| 2010 | 10.730    |

Anmerkung: Volkszählungsdaten

## Kultur und Sehenswürdigkeiten
In Mikun befindet sich das Museum der Geschichte der Nordeisenbahn.

## Wirtschaft
Die Wirtschaft der Stadt wird von Betrieben des Eisenbahnverkehrs (Depot, Werkstätten) bestimmt.